# Cali Open WTA 2024 - Doppio
Il doppio femminile del torneo di tennis professionistico Cali Open WTA 2024, facente parte della categoria WTA 125 nell'ambito del WTA 125 2024, si gioca dal 4 al 9 novembre 2024 a Cali, in Colombia.
In finale Veronika Erjavec e Kristina Mladenovic hanno sconfitto Tara Würth e Katarina Zavac'ka con il punteggio di 6-2, 7-6(4).
Weronika Falkowska e Katarzyna Kawa erano le detentrici del titolo, ma entrambe hanno scelto di non prendere parte a questa edizione del torneo.

## Teste di serie
La prima coppia testa di serie ha ricevuto un bye per il secondo turno.
1. Veronika Erjavec /  Kristina Mladenovic (Campionesse)
2. Marija Kononova /  Marija Kozyreva (semifinale)

1. Alicia Herrero Liñana /  Melany Krywoj (semifinale)
2. Aliona Bolsova /  Valerija Strachova (quarti di finale)

## Wildcard
1. Sara Alba Verastegui /  María José Sánchez Uribe (primo turno)

1. Mariana Higuita /  Valentina Mediorreal (primo turno)

## Tabellone

### Legenda
| - Q = Qualificato - WC = Wild card - LL = Lucky loser | - ALT = Alternate - SE = Special Exempt - PR = Protected Ranking | - w/o = Walkover - r = Ritirato - d = Squalificato |

|  | Primo turno | Primo turno                        | Primo turno                        | Primo turno            | Primo turno            |  |  | Quarti di finale | Quarti di finale          | Quarti di finale          | Quarti di finale          | Quarti di finale          |   |     | Semifinali | Semifinali                           | Semifinali                           | Semifinali                   | Semifinali                   |   |    | Finale | Finale | Finale | Finale | Finale |  |
|  |             |                                    |                                    |                        |                        |  |  |                  |                           |                           |                           |                           |   |     |            |                                      |                                      |                              |                              |   |    |        |        |        |        |        |  |
|  | 1           | V Erjavec K Mladenovic             | V Erjavec K Mladenovic             | V Erjavec K Mladenovic | V Erjavec K Mladenovic |  |  |                  |                           |                           |                           |                           |   |     |            |                                      |                                      |                              |                              |   |    |        |        |        |        |        |  |
|  |             | Bye                                | Bye                                | Bye                    | Bye                    |  |  | 1                | V Erjavec K Mladenovic    | V Erjavec K Mladenovic    | V Erjavec K Mladenovic    | w/o                       |   |     |            |                                      |                                      |                              |                              |   |    |        |        |        |        |        |  |
|  | WC          | S Alba Verastegui MJ Sánchez Uribe | S Alba Verastegui MJ Sánchez Uribe | 3                      | 4                      |  |  |                  | D Lodikova N Zeballos     | D Lodikova N Zeballos     | D Lodikova N Zeballos     |                           |   |     |            |                                      |                                      |                              |                              |   |    |        |        |        |        |        |  |
|  |             | D Lodikova N Zeballos              | D Lodikova N Zeballos              | 6                      | 6                      |  |  |                  |                           |                           |                           |                           |   |     | 1          | V Erjavec K Mladenovic               | V Erjavec K Mladenovic               | 6                            | 7                            |   |    |        |        |        |        |        |  |
|  | 3           | A Herrero Liñana M Krywoj          | 3                                  | 6                      | [10]                   |  |  |                  |                           | 3                         | A Herrero Liñana M Krywoj | A Herrero Liñana M Krywoj | 4 | 64  |            |                                      |                                      |                              |                              |   |    |        |        |        |        |        |  |
|  |             | M Okáľová TN Smith                 | 6                                  | 0                      | [3]                    |  |  | 3                | A Herrero Liñana M Krywoj | A Herrero Liñana M Krywoj | A Herrero Liñana M Krywoj | w/o                       |   |     |            |                                      |                                      |                              |                              |   |    |        |        |        |        |        |  |
|  |             | M Capurro Taborda Y Lizarazo       | M Capurro Taborda Y Lizarazo       | 4                      | 61                     |  |  |                  | L Pigossi J Riera         | L Pigossi J Riera         | L Pigossi J Riera         |                           |   |     |            |                                      |                                      |                              |                              |   |    |        |        |        |        |        |  |
|  |             | L Pigossi J Riera                  | L Pigossi J Riera                  | 6                      | 7                      |  |  |                  |                           |                           |                           |                           |   |     | 1          | Veronika Erjavec Kristina Mladenovic | Veronika Erjavec Kristina Mladenovic | 6                            | 7                            |   |    |        |        |        |        |        |  |
|  |             | Y Monroy M Torres Murcia           | Y Monroy M Torres Murcia           | 0                      | 3                      |  |  |                  |                           |                           |                           |                           |   |     |            |                                      |                                      | Tara Würth Katarina Zavac'ka | Tara Würth Katarina Zavac'ka | 2 | 64 |        |        |        |        |        |  |
|  |             | T Würth K Zavac'ka                 | T Würth K Zavac'ka                 | 6                      | 6                      |  |  |                  | T Würth K Zavac'ka        | 3                         | 7                         | [10]                      |   |     |            |                                      |                                      |                              |                              |   |    |        |        |        |        |        |  |
|  |             | E Arango M Paulina Pérez           | 5                                  | 6                      | [6]                    |  |  | 4                | A Bolsova V Strachova     | 6                         | 65                        | [6]                       |   |     |            |                                      |                                      |                              |                              |   |    |        |        |        |        |        |  |
|  | 4           | A Bolsova V Strachova              | 7                                  | 1                      | [10]                   |  |  |                  |                           |                           |                           |                           |   |     |            | T Würth K Zavac'ka                   | 6                                    | 3                            | [10]                         |   |    |        |        |        |        |        |  |
|  | WC          | M Higuita V Mediorreal             | 3                                  | 6                      | [7]                    |  |  |                  |                           | 2                         | M Kononova M Kozyreva     | 3                         | 6 | [7] |            |                                      |                                      |                              |                              |   |    |        |        |        |        |        |  |
|  |             | J Ortenzi L Pérez Alarcón          | 6                                  | 3                      | [10]                   |  |  |                  | J Ortenzi L Pérez Alarcón | J Ortenzi L Pérez Alarcón | 3                         | 4                         |   |     |            |                                      |                                      |                              |                              |   |    |        |        |        |        |        |  |
|  |             | N Brancaccio L Romero Gormaz       | 7                                  | 62                     | [6]                    |  |  | 2                | M Kononova M Kozyreva     | M Kononova M Kozyreva     | 6                         | 6                         |   |     |            |                                      |                                      |                              |                              |   |    |        |        |        |        |        |  |
|  | 2           | M Kononova M Kozyreva              | 5                                  | 7                      | [10]                   |  |  |                  |                           |                           |                           |                           |   |     |            |                                      |                                      |                              |                              |   |    |        |        |        |        |        |  |